# Olympische Winterspiele 1994/Teilnehmer (China)
| Gelbes Symbol für Goldmedaillen mit stilisierten Olympischen Ringen | Graues Symbol für Silbermedaillen mit stilisierten Olympischen Ringen | Braundes Symbol für Bronzemedaillen mit stilisierten Olympischen Ringen |
| ------------------------------------------------------------------- | --------------------------------------------------------------------- | ----------------------------------------------------------------------- |
| —                                                                   | 1                                                                     | 2                                                                       |

Die Volksrepublik China nahm an den Olympischen Winterspielen 1994 im norwegischen Lillehammer mit einer Delegation von 24 Athleten in fünf Disziplinen teil, davon 7 Männer und 17 Frauen.
Fahnenträger bei der Eröffnungsfeier war der Eisschnellläufer Liu Yanfei.

## Medaillen
Das chinesische Team belegte im Medaillenspiegel den neunzehnten Platz. Die erfolgreichste Teilnehmerin war Zhang Yanmei mit einer Silbermedaille.

### Medaillenspiegel
| Rang   | Sportart       | Gold | Silber | Bronze | Gesamt |
| ------ | -------------- | ---- | ------ | ------ | ------ |
| 1      | Shorttrack     | –    | 1      | –      | 1      |
| 2      | Eiskunstlauf   | –    | –      | 1      | 1      |
| 2      | Eisschnelllauf | –    | –      | 1      | 1      |
| Gesamt | Gesamt         | –    | 1      | 2      | 3      |

### Medaillengewinner
| Name/n       | Sportart       | Wettkampf     |
| ------------ | -------------- | ------------- |
| Silber       |                |               |
| Zhang Yanmei | Shorttrack     | 500 m Frauen  |
| Bronze       |                |               |
| Chen Lu      | Eiskunstlauf   | Einzel Frauen |
| Ye Qiaobo    | Eisschnelllauf | 1000 m Frauen |

## Teilnehmer nach Sportarten

### Biathlon
| Athleten                                       | Wettbewerbe        | Zeit        | Fehler      | Rang |
| ---------------------------------------------- | ------------------ | ----------- | ----------- | ---- |
| Frauen                                         |                    |             |             |      |
| Song Aiqin                                     | 7,5 km Sprint      | 27:33,5 min | 1 (0+1)     | 23   |
| Song Aiqin                                     | 15 km Einzel       | 58:25,0 min | 5 (1+0+1+3) | 39   |
| Wang Jinfen                                    | 7,5 km Sprint      | 28:36,1 min | 5 (3+2)     | 41   |
| Wang Jinfen                                    | 15 km Einzel       | 56:00,8 min | 5 (0+2+0+3) | 24   |
| Liu Giulan Song Aiqin Wang Jinping Wang Jinfen | 4 × 7,5 km Staffel | 2:01:08,8 h | 5 (2+3)     | 14   |

### Eiskunstlauf
| Athleten   | Wettbewerbe | Pflichttanz 1 | Pflichttanz 1 | Pflichttanz 2 | Pflichttanz 2 | Originaltanz | Originaltanz | Kurzprogramm | Kurzprogramm | Kür/Kürtanz   | Kür/Kürtanz   | Gesamt        | Gesamt |
| Athleten   | Wettbewerbe | Bewertung     | Rang          | Bewertung     | Rang          | Bewertung    | Rang         | Bewertung    | Rang         | Bewertung     | Rang          | Bewertung     | Rang   |
| ---------- | ----------- | ------------- | ------------- | ------------- | ------------- | ------------ | ------------ | ------------ | ------------ | ------------- | ------------- | ------------- | ------ |
| Frauen     |             |               |               |               |               |              |              |              |              |               |               |               |        |
| Chen Lu    | Einzel      | –             | –             | –             | –             | –            | –            | 2,0          | 4            | 3,0           | 3             | 5,0           | Bronze |
| Liu Ying   | Einzel      | –             | –             | –             | –             | –            | –            | 11,5         | 23           | 22,0          | 22            | 33,5          | 23     |
| Zhao Guona | Einzel      | –             | –             | –             | –             | –            | –            | 12,5         | 25           | ausgeschieden | ausgeschieden | ausgeschieden | 25     |
| Männer     |             |               |               |               |               |              |              |              |              |               |               |               |        |
| Zhang Min  | Einzel      | –             | –             | –             | –             | –            | –            | 8,0          | 16           | 21,0          | 21            | 29,0          | 20     |

### Eisschnelllauf
| Athleten      | Wettbewerbe | Zeit        | Rang   |
| ------------- | ----------- | ----------- | ------ |
| Frauen        |             |             |        |
| Jin Hua       | 500 m       | 40,23 s     | 9      |
| Jin Hua       | 1000 m      | 1:21,48 min | 16     |
| Xue Ruihong   | 500 m       | 39,71 s     | 4      |
| Xue Ruihong   | 1000 m      | 1:20,93 min | 12     |
| Yang Chunyuan | 500 m       | 40,37 s     | 11     |
| Yang Chunyuan | 1000 m      | 1:23,27 min | 30     |
| Ye Qiaobo     | 500 m       | 40,42 s     | 13     |
| Ye Qiaobo     | 1000 m      | 1:20,22 min | Bronze |
| Männer        |             |             |        |
| Liu Hongbo    | 500 m       | 36,54 s     | 4      |
| Liu Hongbo    | 1000 m      | 1:13,47 min | 4      |
| Liu Yanfei    | 1500 m      | DNF         | DNF    |

### Freestyle-Skiing
| Athleten  | Wettbewerbe | Qualifikation | Qualifikation | Finale        | Finale        | Rang |
| Athleten  | Wettbewerbe | Punkte        | Rang          | Punkte        | Rang          | Rang |
| --------- | ----------- | ------------- | ------------- | ------------- | ------------- | ---- |
| Frauen    |             |               |               |               |               |      |
| Ji Xiaoou | Aerials     | 121,22        | 18            | ausgeschieden | ausgeschieden | 18   |
| Yin Hong  | Aerials     | 134,64        | 17            | ausgeschieden | ausgeschieden | 17   |

### Shorttrack
| Athleten                                          | Wettbewerbe    | Vorlauf     | Vorlauf | Viertelfinale | Viertelfinale | Halbfinale    | Halbfinale    | Finale        | Finale        | Rang   |
| Athleten                                          | Wettbewerbe    | Zeit        | Rang    | Zeit          | Rang          | Zeit          | Rang          | Zeit          | Rang          | Rang   |
| ------------------------------------------------- | -------------- | ----------- | ------- | ------------- | ------------- | ------------- | ------------- | ------------- | ------------- | ------ |
| Frauen                                            |                |             |         |               |               |               |               |               |               |        |
| Wang Xiulan                                       | 500 m          | 47,32 s     | 1       | 48,40 s       | 1             | 48,00 s       | 3             | 49,03 s       | 2             | 6      |
| Wang Xiulan                                       | 1000 m         | 1:43,72 min | 2       | 1:40,58 min   | 3             | ausgeschieden | ausgeschieden | ausgeschieden | ausgeschieden | 14     |
| Yang Yang (S)                                     | 500 m          | 47,23 s     | 1       | 47,25 s       | 1             | DSQ           | DSQ           | DSQ           | DSQ           | 7      |
| Yang Yang (S)                                     | 1000 m         | 1:46,53 min | 2       | 1:38,96 min   | 2             | 2:12,06 min   | 3 ADV         | 1:47,10 min   | 5             | 5      |
| Zhang Yanmei                                      | 500 m          | 47,35 s     | 2       | 46,64 s       | 2             | 46,01 s       | 1             | 46,44 s       | 2             | Silber |
| Zhang Yanmei                                      | 1000 m         | 1:39,72 min | 2       | 1:39,02 min   | 2             | 1:37,26 min   | 2             | 1:37,80 min   | 4             | 4      |
| Su Xiaohua Wang Xiulan Yang Yang (S) Zhang Yanmei | 3000 m Staffel | –           | –       | –             | –             | 4:32,14 min   | 1             | DSQ           | DSQ           | 8      |
| Männer                                            |                |             |         |               |               |               |               |               |               |        |
| Li Jiajun                                         | 500 m          | 44,67 s     | 1       | DSQ           | DSQ           | DSQ           | DSQ           | DSQ           | DSQ           | 16     |
| Li Jiajun                                         | 1000 m         | 1:33,14 min | 2       | DSQ           | DSQ           | DSQ           | DSQ           | DSQ           | DSQ           | 16     |
| Li Lianli                                         | 500 m          | 1:03,44 min | 4       | ausgeschieden | ausgeschieden | ausgeschieden | ausgeschieden | ausgeschieden | ausgeschieden | 30     |
| Li Lianli                                         | 1000 m         | 1:34,52 min | 2       | 1:32,16 min   | 4             | ausgeschieden | ausgeschieden | ausgeschieden | ausgeschieden | 14     |
| Li Jiajun Li Lianli Yang He Zhang Hongbo          | 5000 m Staffel | –           | –       | –             | –             | 7:19,66 min   | 3             | DSQ           | DSQ           | 7      |